# Gerhard Wanner
Gerhard Wanner (né en 1942 à Innsbruck) est un mathématicien autrichien qui travaille en analyse numérique, notamment des équations différentielles ordinaires.

## Biographie
Wanner étudie les mathématiques à l'Université d'Innsbruck où il obtient un doctorat en 1965 sous la direction de Wolfgang Gröbner (titre de la thèse : « Ein Beitrag zur numerischen Behandlung von Randwertproblemen gewöhnlicher Differentialgleichungen ». Il travaille à Innsbruck et depuis 1973 à l'Université de Genève, où il est professeur honoraire.

## Travaux
Wanner travaille en analyse numérique, notamment dans le domaine des équations différentielles ordinaires. Il a écrit, avec Ernst Hairer une monographie en deux volumes sur ce sujet; il est aussi auteur d'un livre d'enseignement de l'analyse, traduit en français sous le titre : Analyse au fil de l'histoire et d'un livre de géométrie qui utilisent une approche historique.

## Distinctions et responsabilités
En 2015 il reçoit le George-Pólya-Preis d'exposition mathématique. Il est lauréat, avec Ernst Hairer, du prix Peter Henrici en 2003.
Il a été président de la Société mathématique suisse et président de l’Académie suisse des sciences naturelles

## Publications (sélection)
- [HW] Ernst Hairer et Gerhard Wanner, Analysis in der historischen Entwicklung, Springer, 2011, 405 p. (ISBN 978-3-642-13766-2). — Paru auparavant en anglais chez Springer : Analysis by Its History. (2008). Traduction française :
- [HW-F] Ernst Hairer et Gerhard Wanner, L'analyse au fil de l'histoire, Springer, coll. « Bibliotheque » (no 10), 2001, x+372 (ISBN 978-3-540-67463-4, SUDOC 05513596X=, lire en ligne).
- [OW] Alexander Ostermann et Gerhard Wanner, Geometry by Its History, Springer, 2012, 440 p. (ISBN 978-3-642-29162-3).
- [HLW] Ernst Hairer, Christian Lubich et Gerhard Wanner, Geometric Numerical Integration : Structure-Preserving Algorithms for Ordinary Differential Equations, Springer, 2010, 2e éd., 644 p. (ISBN 978-3-642-05157-9).
- [HNW-I] Ernst Hairer, Sylvert Nørsett et Gerhard Wanner, Solving Ordinary Differential Equations I, Springer, 2009 (ISBN 978-3-642-05163-0).
- [HNW-II] Ernst Hairer, Sylvert Nørsett et Gerhard Wanner, Solving Ordinary Differential Equations II : Stiff and Differential-Algebraic Problems, Springer, 1996, 2e éd., 614 p. (ISBN 978-3-642-05220-0).
- [W] Gerhard Wanner, Integration gewöhnlicher Differentialgleichungen : Lie-Reihen (mit Programmen), Runge-Kutta-Methoden, Mannheim/Zürich, Bibliographisches Institut, coll. « BI-Hochschultaschenbücher », 1969.